# Āfarīānach
Āfarīānach (persiska: آفریانچ, Āfarīānaj) är en ort i Iran.   Den ligger i provinsen Kermanshah, i den nordvästra delen av landet, 300 km väster om huvudstaden Teheran. Āfarīānach ligger 1 881 meter över havet och antalet invånare är 106.
Terrängen runt Āfarīānach är huvudsakligen kuperad, men den allra närmaste omgivningen är platt. Āfarīānach ligger nere i en dal.Runt Āfarīānach är det ganska tätbefolkat, med 80 invånare per kvadratkilometer. Närmaste större samhälle är Sonqor, 19,3 km sydväst om Āfarīānach. Trakten runt Āfarīānach består i huvudsak av gräsmarker.